# Stratis Paschalis
Stratis Paschalis (en griego: Στρατής Πασχάλης) (nacido en Atenas en 1958) es un novelista, poeta y traductor griego ganador de varios galardones. Estudió ciencias políticas en la facultad de derecho de la Universidad de Atenas. Su primera colección de poemas se publicó en 1977. Ha sido galardonado con los premios Kostas y Eleni Ouranis de la Academia de Atenas. De la misma academia también recibió en 1998 el premio de traducción, y el premio de poesía de la revista Diavazo en 1999.

## Obras

### Poesía
- Ανακτορία, 1977
- Ανασκαφή (Excavación), 1984
- Μια νύχτα του Ερμαφρόδιτου (La noche del hermafrodita), 1989
- Άνθη του νερού (Flores de agua), 1994
- Κοιτάζοντας δάση (contemplando los bosques), 2002
- Στίχοι ενός άλλου (Versos de otro), 2003

### Prosa
- Ο άνθρωπος του λεωφορείου (El hombre del autobús), 2006

### Traducciones
- Mossé, Claude, Η Αρχαϊκή Ελλάδα, 1988[2]
- Jean Racine, Φαίδρα (Fedro), 1990